# 2008年コンゴ民主共和国サッカー暴動
2008年コンゴ民主共和国サッカー暴動（2008ねんコンゴみんしゅきょうわこくサッカーぼうどう）は、サッカー選手の1人が試合中に呪文を唱えたのをきっかけとして生じたコンゴ民主共和国の暴動である。

## 概要
2008年9月14日の日曜日、コンゴ民主共和国東部の北キヴ州ブテンボ (en:Butembo) で、サッカーの試合に関連した暴動が勃発した。この日の試合は、地域クラブのSocozaki とNyuki System によるダービーマッチであった。
暴動のきっかけは、選手の1人が呪術を使ったことであった。劣勢であったNyuki System のゴールキーパーは、サッカー競技場の敵陣方に進み出て、試合を逆転するための呪文を唱えたのである。この行動は互いのチームの選手間に乱闘を引き起こし、これを仲裁しようとした警察署長は観衆により石を投げつけられた。報道によれば、この状況を抑えるために警察当局が群集に対して催涙ガス弾筒を発射したため、避難しようとする群衆の間で将棋倒しが発生する原因となった。
翌日、10代の若者数十人がこの事態に対して抗議を行った。州知事のジュリアン・ムパルク (Julien Mpaluku) は、死亡者の葬儀に出席し、入院した怪我人を見舞い、事件の完全な調査を約束した。後にムパルクは、警官による空に向けた発砲が群集のパニックを引き起こし、その後の催涙弾の一斉使用によって死亡者が発生したと報告した。また、13人が窒息により死亡し、36人が負傷したことが明らかとなったほか、2、3人の例外を除き、被害者の大部分は11歳から16歳の子供であったことも判明した。その後、地域行政により11名からなる事件の研究チームが設置されている。
なお、このニュースは国連から資金提供を受けているラジオ・オカピ (en:Radio Okapi) により報じられた。

## 背景
近年、コンゴ民主共和国の北キヴ州ではコンゴ政府軍と反政府武装勢力の間で紛争が繰り広げられており、多くの人々が難民となっている。 公式には、第二次コンゴ戦争 (en:Second Congo War) は2003年に終結したにもかかわらず、同地域では暴力行為が依然として蔓延し続けている。また、コンゴ民主共和国ではアフリカの多くの地域と同様に、キリスト教やイスラム教と並んで伝統的なアニミズムも続けられていることが知られている。